# コロンビア (擬人化)

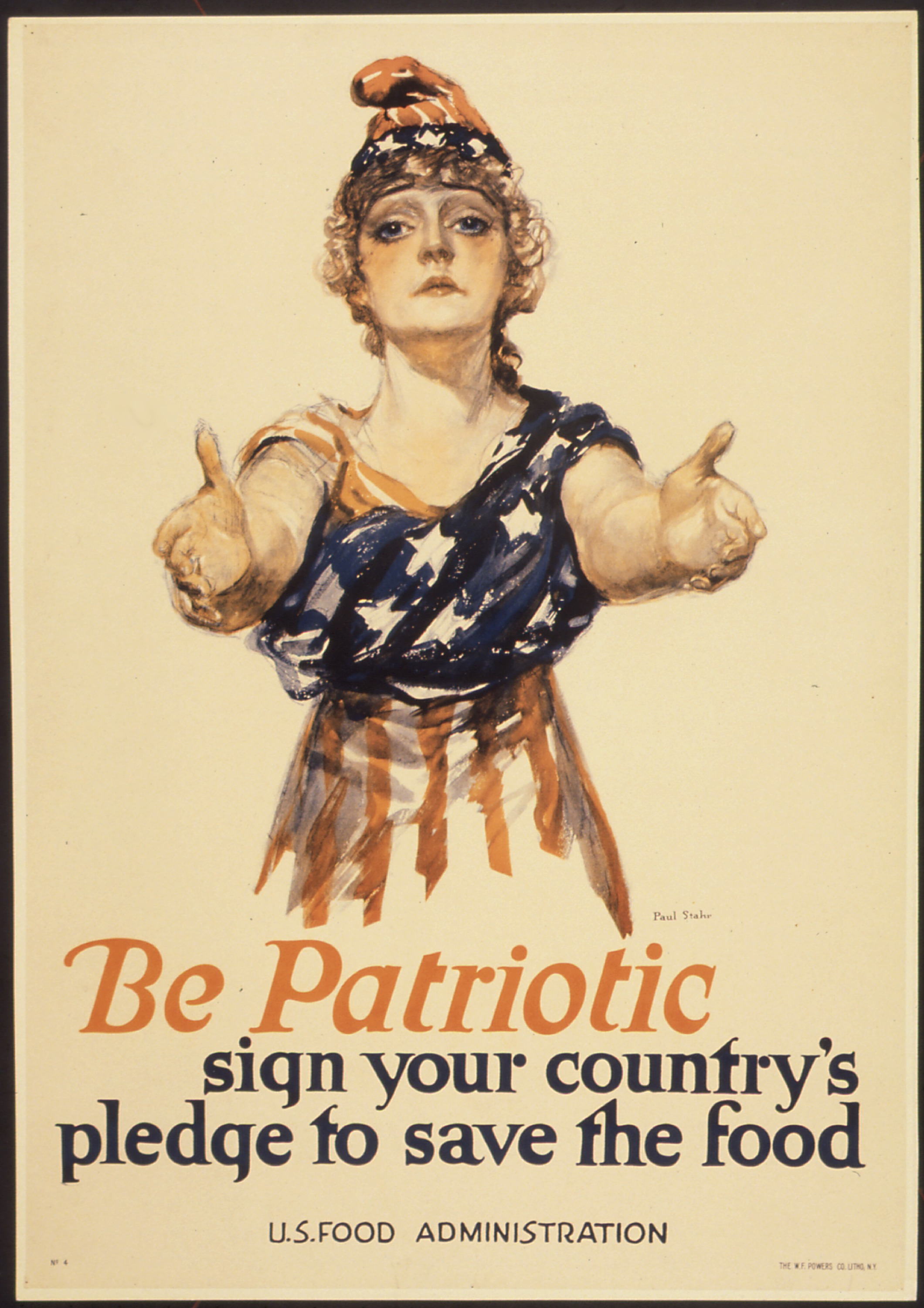
第一次世界大戦当時のアメリカ合衆国食品局のポスター。星条旗のドレープと自由の象徴であるフリジア帽を身にまとったコロンビアが描かれている

コロンビア（英語: Columbia）とは、アメリカ合衆国を擬人化した女性で、コロンビアピクチャーズのロゴで有名。レディコロンビア（英: Lady Columbia）、ミスコロンビア（英: Miss Columbia）ともいう。
名前の由来はアメリカ合衆国あるいはアメリカ州の古名・別称・雅称｡クリストファー・コロンブスの名前とラテン語の国名によく使われるラテン語の”-ia”に由来する。

## 擬人化の歴史

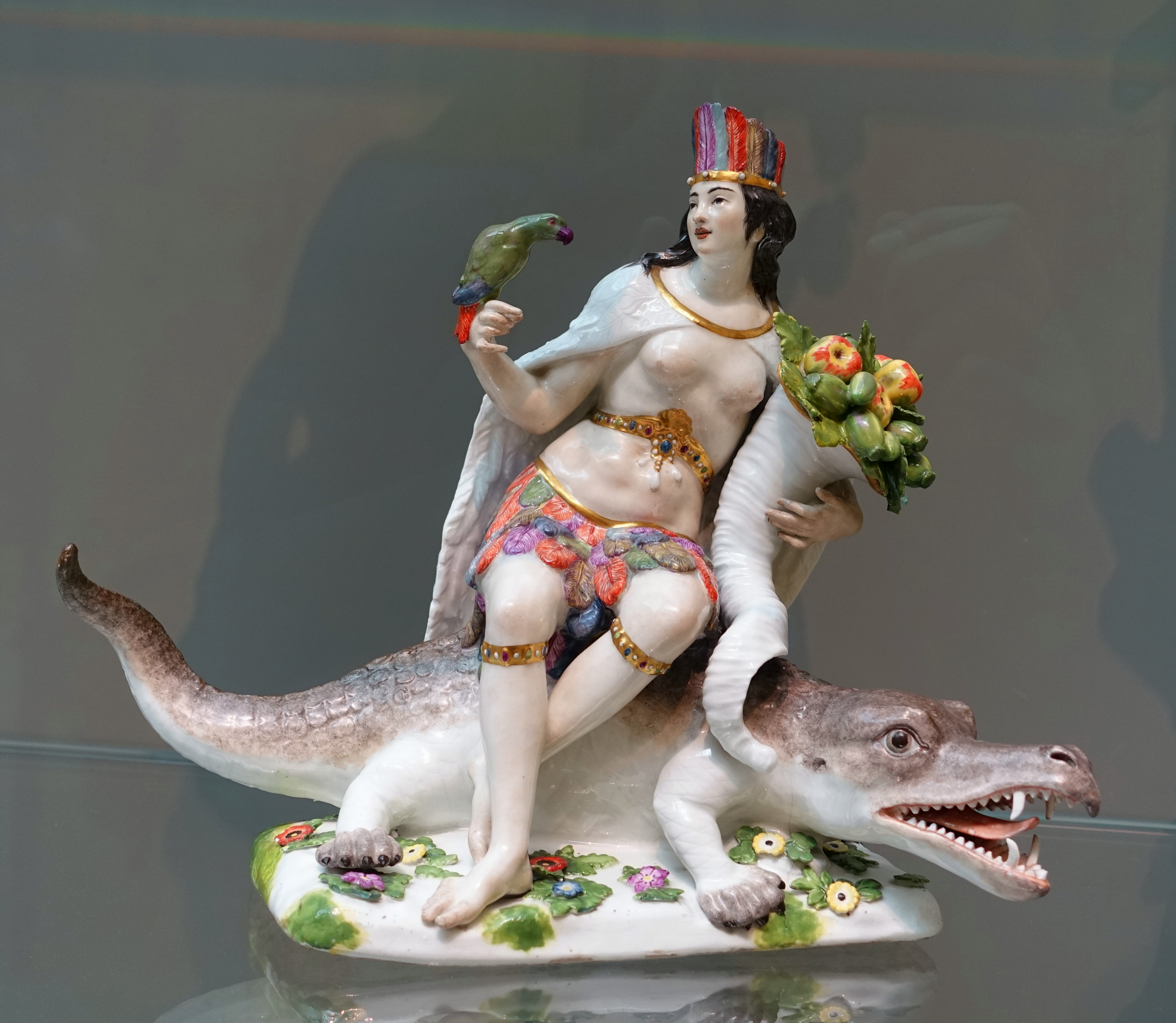
アメリカ大陸を擬人化した像（1760年頃）

アメリカ大陸の擬人化の最も初期のものは16世紀以降のヨーロッパの芸術作品に見られる。アメリカ大陸はしばしば羽毛で覆われた頭飾りをした半裸の女性として描かれた。しばしばオウムを抱き、ワニの上に座って、豊穣の角を持っている。

この様な描写は、時が経つにつれ、野蛮なイメージを和らげてインディアンのプリンセスの様になったが、この描写も18世紀になると北米の入植者達はしばしば対立していたネイティブ・アメリカンよりも自分達を代表する人物像を望んだ為に、廃れていった。コロンビアが神話的な人物として初めて登場したのは奴隷出身のアフリカ系アメリカ人女性のフィリス・ホイートリーの詩の中である｡
 One century scarce perform'd its destined round,

When Gallic powers Columbia's fury found;

And so may you, whoever dares disgrace

The land of freedom's heaven-defended race!

Fix'd are the eyes of nations on the scales,

For in their hopes Columbia's arm prevails.
19世紀、20世紀初頭になると風刺画などで度々見られるイギリスのブリタニアやフランスのマリアンヌなどと同じ様にアメリカ合衆国の擬人また自由そのものの様に扱われる様になった。服装や見た目はあまり固定化されなかったが、ほとんどの場合、星条旗模様のドレープを纏って、フリジア帽や月桂冠を被っている(時にはネイティブアメリカンの羽飾りを被っている)。 

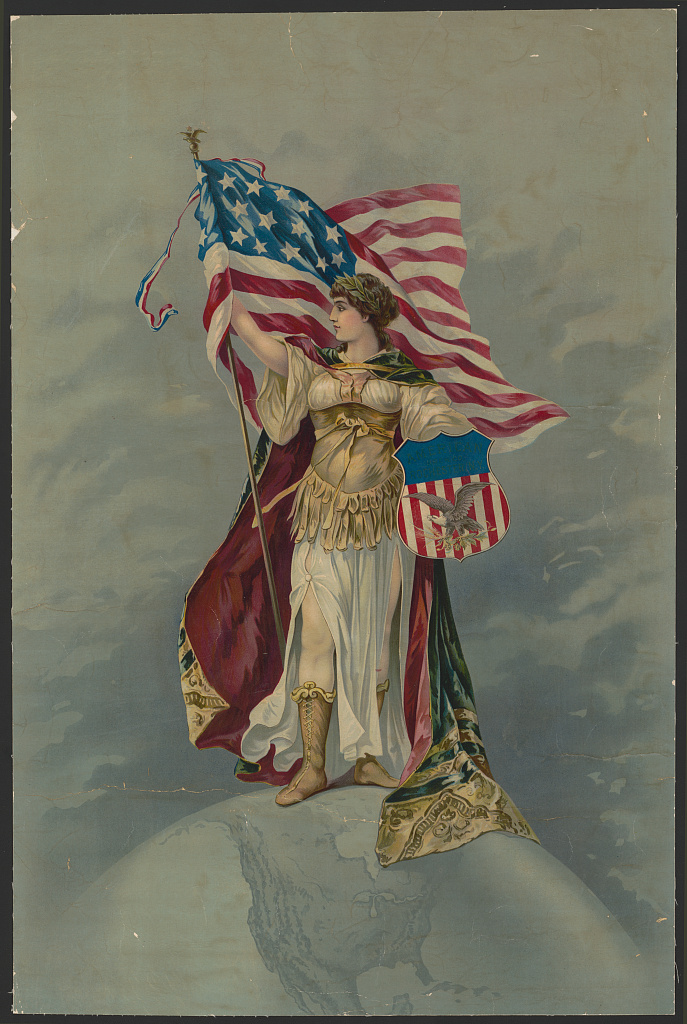
コロンビアが星条旗を掲げてアメリカの領土の上に立っている

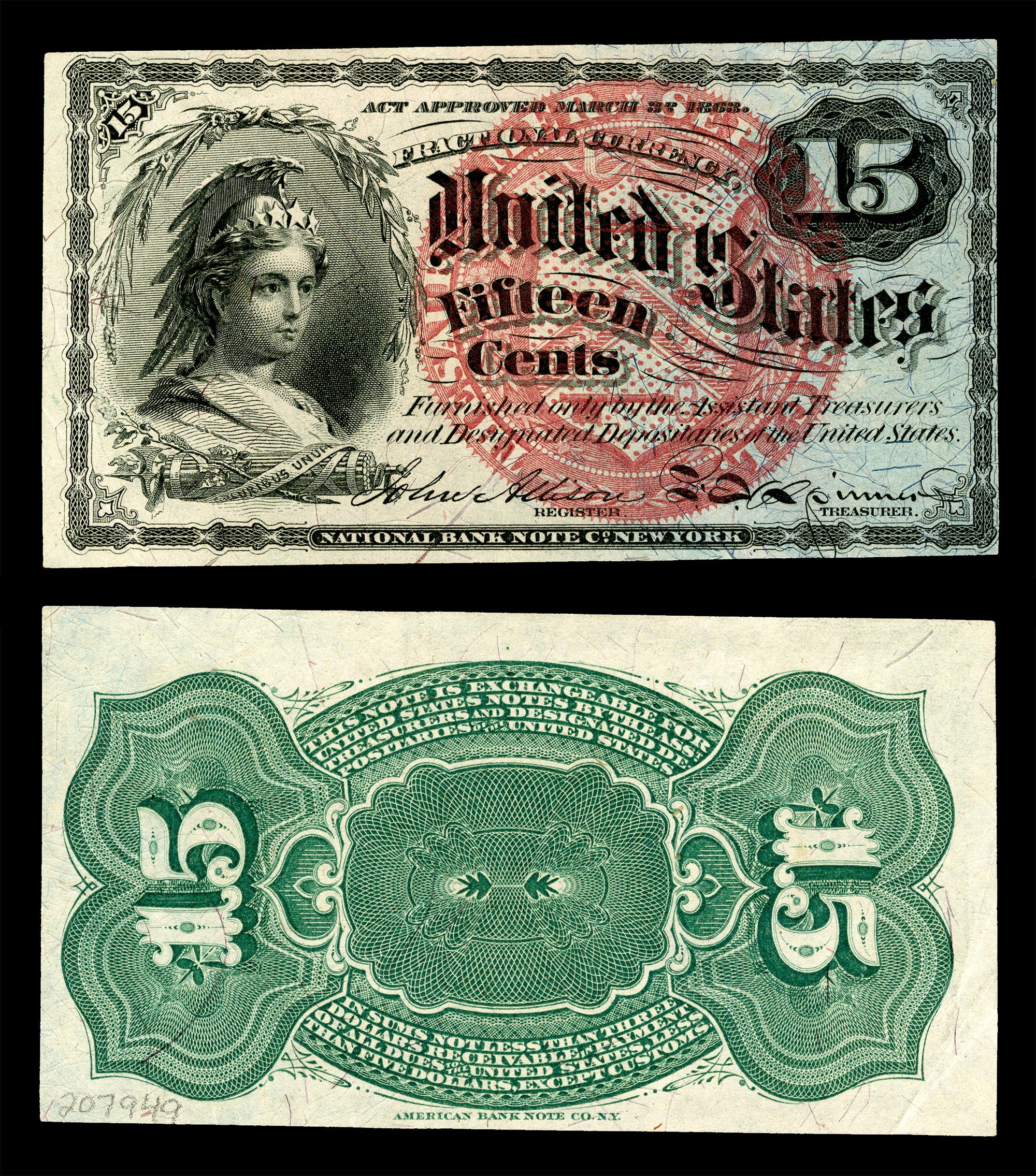
コロンビアが描かれた15セント紙幣

第一次世界大戦が起こると、リバティボンドと呼ばれる貯蓄債権は自由の女神像をイメージを伴って宣伝された。その時から米国の女性としての象徴、擬人は自由の女神に大きくとって代わられた。
現在でもアメリカ合衆国などで地名や企業名、船舶、歌謡などにコロンビアという名前が使われている。時折ではあるもののゲーム、テレビのメディアでも取り上げられる。
- コロンビア万歳 - アメリカ合衆国の旧国歌。
- コロンビア・大洋の宝 - かつてはアメリカ合衆国の非公式国歌だった｡現在でもアメリカ合衆国海軍などで演奏される。
- コロンビア特別区（D.C.）
- コロンビア大学
- アポロ11号司令船コロンビア
- コロンビア号（スペースシャトル）
- コロムビア映画
- コロムビア・レコード
- ブリティッシュコロンビア州（カナダの州）
- サウスカロライナ州のコロンビア
- ミズーリ州のコロンビア
- BioShock Infiniteに都市また天使として登場。
- アメリカン・ゴッズにローラ・ベル・バンディが演じる女神として登場。
- 東京ディズニーシーのアメリカンウォーターフロントにあるS.S.コロンビア号近くのドッグサイドダイナーにコロンビアが描かれたバーナーが設置してある。

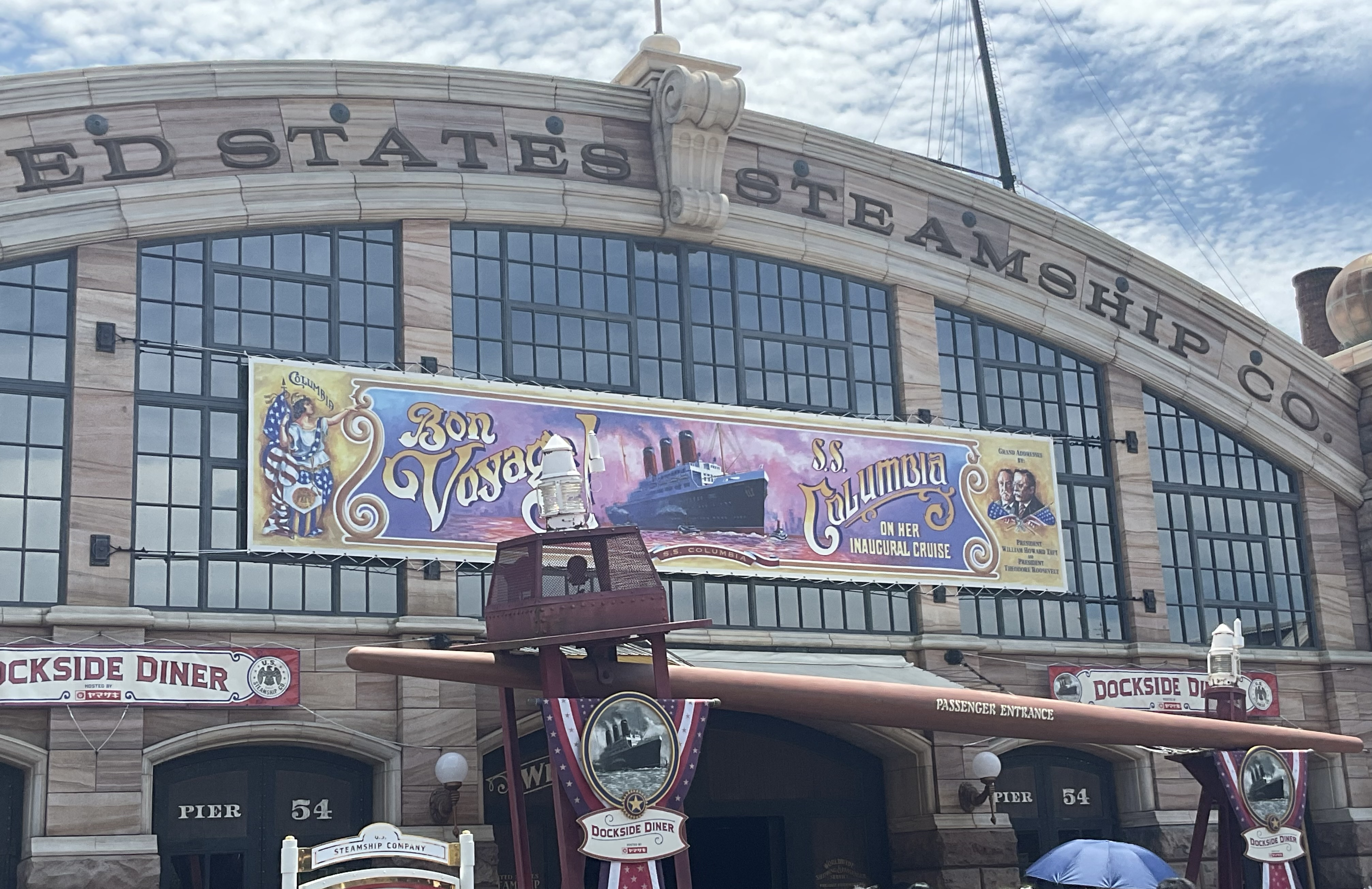
東京ディズニーシーのアメリカンウォーターフロントに掲げられている横断幕

## ギャラリー

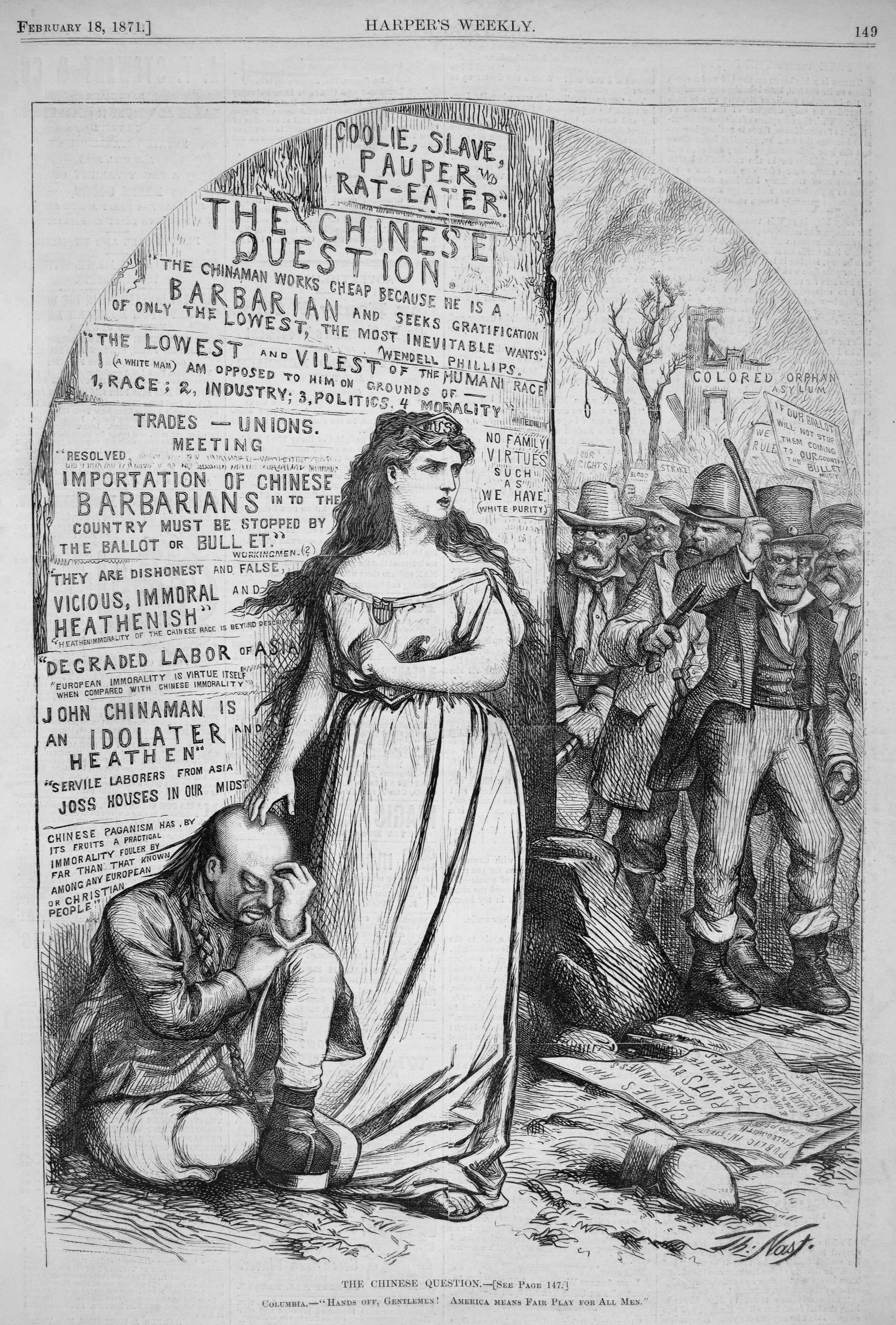
1871年、トーマス・ナストの作品。コロンビアが怒り狂うアイルランド系の人々から中国系移民を庇っている
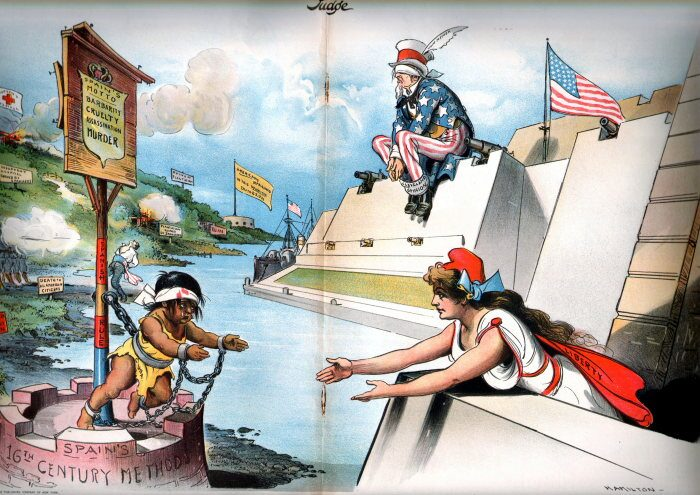
コロンビア（アメリカ市民を表す）がアンクル・サム（アメリカ政府を表す）が目隠しをしている間にキューバに手を差しのべている
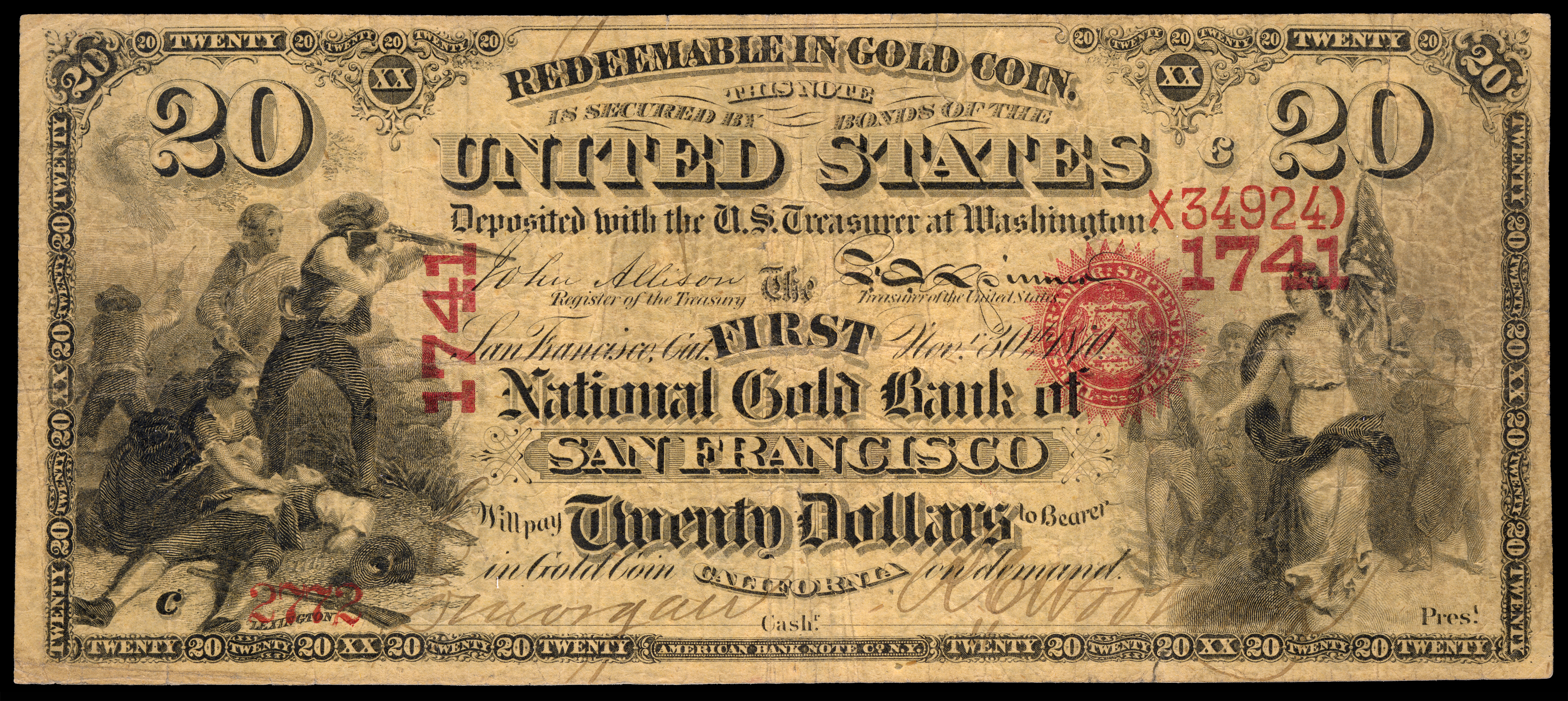
19世紀の20ドル紙幣。右に独立戦争初戦、レキシントン・コンコードの戦い、右に民衆を先導するコロンビアが描かれている。
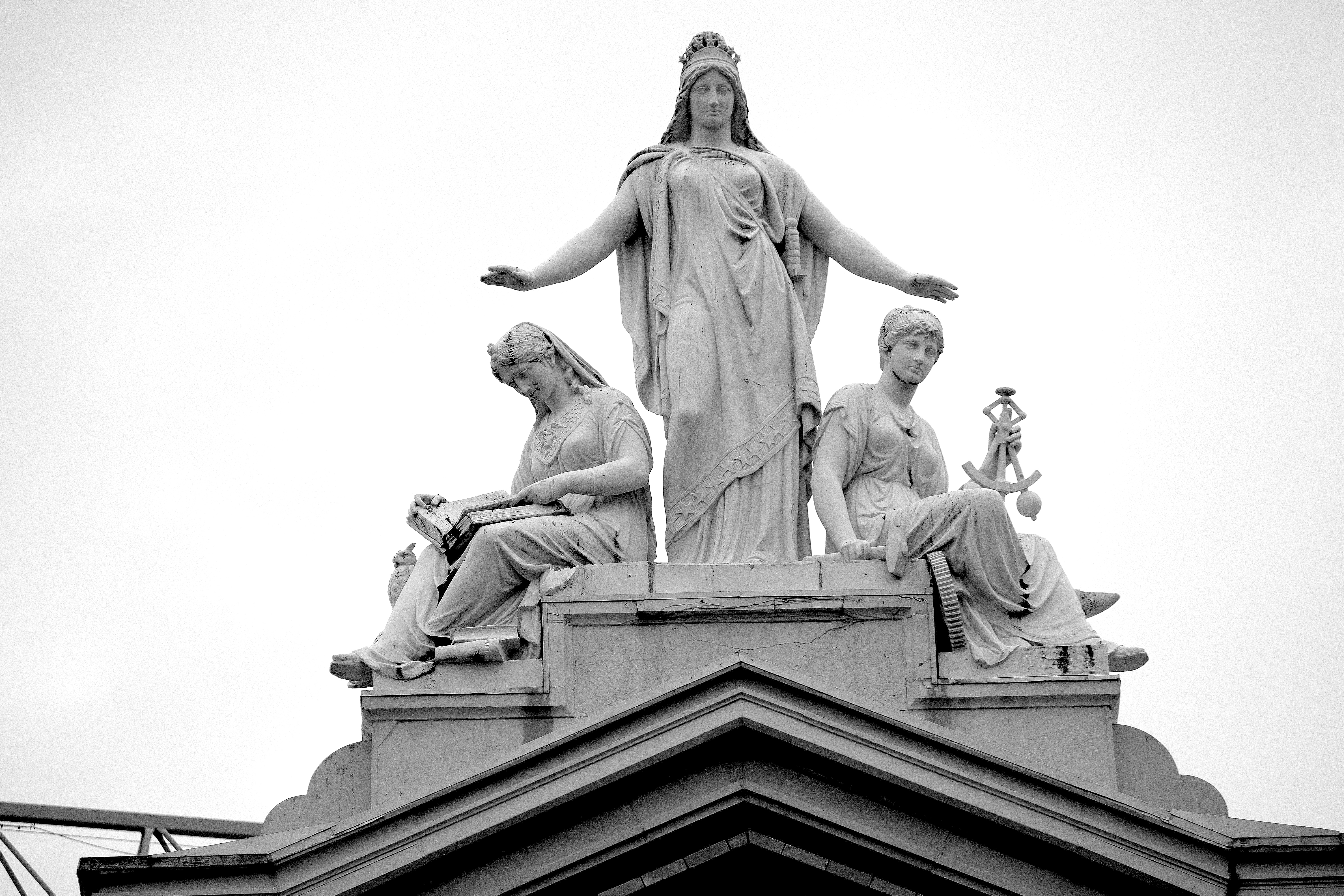
スミソニアン博物館、芸術産業館に設置されているコロンビアの像